# Лейк-Даллас (Техас)
Лейк-Даллас (англ. Lake Dallas) — місто (англ. city) в США, в окрузі Дентон штату Техас. Населення — 7708 осіб (2020).

## Географія
Лейк-Даллас розташований за координатами 33°7′40″ пн. ш. 97°1′22″ зх. д. / 33.12778° пн. ш. 97.02278° зх. д. (33.127781, -97.022786).  За даними Бюро перепису населення США в 2010 році місто мало площу 6,98 км², з яких 6,21 км² — суходіл та 0,77 км² — водойми.

## Демографія
Згідно з переписом 2010 року, у місті мешкало 7105 осіб у 2553 домогосподарствах у складі 1818 родин. Густота населення становила 1018 осіб/км².  Було 2695 помешкань (386/км²).
Расовий склад населення:
| - 83,1 % — білих - 4,9 % — чорних або афроамериканців - 1,7 % — азіатів - 1,1 % — корінних американців - 0,1 % — вихідців з тихоокеанських островів - 6,6 % — осіб інших рас |

До двох чи більше рас належало 2,5 %. Частка іспаномовних становила 20,5 % від усіх жителів.
За віковим діапазоном населення розподілялося таким чином: 28,6 % — особи молодші 18 років, 63,5 % — особи у віці 18—64 років, 7,9 % — особи у віці 65 років та старші. Медіана віку мешканця становила 33,4 року. На 100 осіб жіночої статі у місті припадало 98,7 чоловіків;  на 100 жінок у віці від 18 років та старших — 96,1 чоловіків також старших 18 років.
Середній дохід на одне домашнє господарство  становив 74 122 долари США (медіана — 68 933), а середній дохід на одну сім'ю — 75 082 долари (медіана — 72 254). Медіана доходів становила 51 468 доларів для чоловіків та 49 716 доларів для жінок. За межею бідності перебувало 6,0 % осіб, у тому числі 1,6 % дітей у віці до 18 років та 8,1 % осіб у віці 65 років та старших.
Цивільне працевлаштоване населення становило 3827 осіб. Основні галузі зайнятості: освіта, охорона здоров'я та соціальна допомога — 20,5 %, виробництво — 17,5 %, науковці, спеціалісти, менеджери — 10,5 %, будівництво — 10,5 %.